# Sergi Nicetiata
Sergi Nicetiata (grec: Σέργιος Νικητιάτης, Sérgios Nikitiatis, fl. cap al 843) fou un alt funcionari de l'Imperi Romà d'Orient pertanyent a la dinastia amoriana. És considerat un sant per l'Església Ortodoxa pel seu paper en la restauració de la veneració d'icones. La seva festivitat se celebra el 28 de juny.

## Biografia
Sergi Nicetiata, descrit per Cyril Mango com una figura desconeguda i «enigmàtica», només és esmentat breument en dues hagiografies: els Fets dels Sants David, Simeó i Jordi i el Synaxarium Constantinopolitanum. Segons aquestes fonts, Sergi nasqué al llogaret de Nicètia, prop d'Amastris (Paflagònia), d'on li venia el cognom. Era un parent proper, possiblement l'oncle, de l'emperadriu Teodora, muller de l'emperador Teòfil (r. 829-842) i mare de Miquel III l'Embriac (r. 842-867).
Durant el regne de Teòfil esdevingué un dels membres més prominents del Senat Romà d'Orient i assolí la dignitat imperial suprema com a «mestre». Els seus segells reflecteixen el seu pas per les dignitats d'hípat, antípat, protoespatari i patrici, a més de demostrar que fou logoteta general o logoteta postal (segons la interpretació dels segells).
El 843, Sergi, juntament amb el logoteta Teoctist i els germans de Teodora, Bardes i Petrones, tingué un paper clau en la caiguda definitiva de la iconoclàstia i la restauració de la veneració de les icones, motiu pel qual l'Església Ortodoxa el considera un sant i celebra la seva festivitat el 28 de juny.
Segons el Synaxarium Constantinopolitanum, el mateix any li fou encomanada una expedició contra l'Emirat de Creta, però totes les altres fonts situen Teoctist al capdavant de la campanya. Tanmateix, és possible que Sergi assumís el control quan Teoctist hagué de tornar a Constantinoble a correcuita. Sergi morí a Creta, on les forces romes d'Orient foren derrotades pels àrabs, i en un primer moment fou enterrat a l'illa, en un monestir que passà a ser conegut com el Monestir del Mestre. Les seves despulles foren traslladades més tard a un Monestir de la Theotokos al golf de Nicomèdia, que havia estat fundat per ell i que a partir d'aleshores fou conegut com el Monestir de Nicetiata.
El bizantinista francès Henri Grégoire suggerí que Nicetiata és «Ibn Qatuna», l'almirall que segons les fonts àrabs dirigí la flota romana d'Orient en el saqueig de Damiata del 853, però tot i que alguns historiadors han acceptat aquesta hipòtesi (incloent-hi Aleksandr Vassíliev), els estudiosos moderns no la troben creïble. Grégoire també posà sobre la taula la possibilitat que Sergi fos el germà de Foci, que posteriorment seria patriarca de Constantinoble. Aquesta altra hipòtesi també ha estat rebutjada, tot i que Cyril Mango sí que creu que podria ser el seu oncle matern.